# Immanuel Brockhaus
Immanuel Brockhaus (* 1960) ist ein deutscher Musikwissenschaftler, Produzent und Autor.

## Leben
Immanuel Brockhaus studierte in Bern von 1982 bis 1986 Jazz. Anschließend war er Dozent an der Hochschule für Musik Freiburg und an der Jazz und Rock Schule Freiburg. Seit 1991 ist er Dozent an der Hochschule der Künste Bern (HKB). Er war an Theatermusik-Produktionen in Warschau, Stockholm und Bern beteiligt.
2001 baute er den Studiengang Musik und Medienkunst an der HKB auf. Seit 2003 ist Brockhaus Leiter des Masterstudiengangs Pop & Rock der HKB. 2013 legte er den Master Research on the Arts an seiner Hochschule ab und wurde 2016 an der Universität Bern / Hochschule der Künste Bern promoviert. In seiner Dissertation analysierte und isolierte Brockhaus wiederkehrende Soundelemente in der Popmusik. Aus dieser Arbeit entstand sein Buch Kultsounds.
Brockhaus veröffentlichte zahlreiche CDs mit Eigenkompositionen. Er nahm mit Projekten an der Biennale in Bern teil. An der HKB lehrt er heute Klavier, „Elektronische Tasteninstrumente“ (Keyboard und Synthesizer), Musiktheorie, Popkultur, Musiktechnologie und Ensembles.

## Publikationen
- Kultsounds: Die prägendsten Klänge der Popmusik 1960–2014. Transcript 2017, ISBN 978-3-8376-3891-2.
- Der Keyboardprofi: Von Pop bis Jazz mit Piano und elektronischen Tasteninstrumenten Transcript 2016, ISBN 978-3-89775-160-6.
- Inside The Cut – Digitale Schnitttechniken in Populärer Musik. Transcript 2010, ISBN 978-3-83761388-9.